# 73670 Kurthopf
73670 Kurthopf è un asteroide della fascia principale. Scoperto nel 1982, presenta un'orbita caratterizzata da un semiasse maggiore pari a 2,4788208 UA e da un'eccentricità di 0,1960525, inclinata di 11,47692° rispetto all'eclittica.